# Fröhlicher Alltag
Der Fröhliche Alltag ist eine volkstümliche Unterhaltungssendung, die von 1993 bis 2010 vom Südwestrundfunk – vereinzelt auch in Kooperation mit dem Saarländischen Rundfunk – produziert und ausgestrahlt wurde.
Moderator war jahrelang Heinz Siebeneicher. Von 2008 bis 2010 moderierte Malte Arkona.

## Inhalt
Fröhlicher Alltag ist eine Mischung aus Schlager und Volksmusik, Komik sowie Wissenswertem über die Gastorte. Die Sendungen wurden abwechselnd in Orten in Baden-Württemberg und Rheinland-Pfalz produziert; einzelne Sendungen wurden auch im Saarland gedreht und in Kooperation von Südwestrundfunk und Saarländischem Rundfunk produziert, wobei zunächst eine nachmittägliche Generalprobe und dann am Abend die eigentliche 90-minütige Aufzeichnung stattfand. Fünf Kamerateams wurden für eine gewöhnliche Aufzeichnung benötigt. Die Musiker sangen und musizierten dabei jedoch nicht live, sondern nutzten das Playback-Verfahren.

## Frau Wäber
Martha Wäber, verkörpert von Hansy Vogt, ist die tapsige Assistentin des Moderators. Eine aufgeschlossene, teilweise naive Frau aus dem Schwarzwald, die für alles eine Lösung bzw. Erklärung hat.
Ihren ersten Fernsehauftritt hatte sie 1998 beim Fröhlichen Alltag im Hotel Dollenberg in Bad Griesbach. Seitdem tritt sie auch regelmäßig in anderen Fernsehsendungen, u. a. Immer wieder sonntags und Fröhlicher Feierabend auf, moderiert und geht auf Solotournee.

## Hintergrund
Entstanden ist Fröhlicher Alltag aus der gleichnamigen wöchentlichen Radiosendung bei SWR4, welche von 1989 bis 2006 ebenfalls Heinz Siebeneicher moderierte.
Ursprünglich wurden vier Sendungen pro Jahr gesendet. Aufgrund der positiven Zuschauerresonanz – im Sendegebiet werden Marktanteile bis zu 16 Prozent und bundesweit mehr als 1,19 Millionen Zuschauer erreicht – erfolgte von 1998 bis 2010 eine monatliche Ausstrahlung.